# Chocianów
Chocianów (udtale: [xɔˈt͡ɕanuf] tysk: Kotzenau)  er en by  i  den nordvestlige del af  Voivodskabet Nedre Schlesien i det sydvestlige Polen.  Byen  har 7.576(2021) indbyggere og et areal på 7,31 km².  Den er en del af   powiatet (amt) Polkowice. Byen ligger cirka 14 km sydvest for Polkowice, og 85 km vest for den regionale hovedstad Wrocław. 

## Historie
Området har sammen med Nedre Schlesien været en del af Polen siden statens oprettelse i det 10. århundrede. Som et resultat af fragmenteringen af Polen, var området i slutningen af det 13. århundrede en del af det polske Hertugdømmet Świdnica, styret af en lokal del af Piast-dynastiet. Bosættelsen udviklede sig fra et slot kaldet Chodzenow bygget i 1297 af hertug Bolko 1. den Strenge af Świdnica, som måtte sikre sine jorder mod krav fra Wenceslaus 2. af Bøhmen.
Fra 1742 var Chocianów en del af Preussen og fra 1871 til 1945 var det en del af Tyskland, kendt under sit germaniserede navn Kotzenau. Den modtog sine stadsrettigheder i 1894. Under 2. verdenskrig, i 1942–1943, drev tyskerne en tvangsarbejdslejr for jødiske mænd i byen.
Byen havde i 1939 en befolkning på 4.301, men med krigsdødsfald og udvisning af de fleste tyskere i overensstemmelse med Potsdam-aftalen efter krigen, var befolkningen nede på 1.707 i 1946. Efter Nazi-Tysklands nederlag i 2. verdenskrig blev byen igen en del af Polen.

## Galleri
- Jernbanestation
- Rådhus
- Slotspark
- Ruiner af slottet